# 岡田章雄

1961年

岡田 章雄（おかだ あきお、1908年10月2日 - 1982年3月18日）は、日本の歴史学者。中世後期から近世初頭にかけての日本と西洋の交流史が専門。東京大学史料編纂所教授を歴任。

## 経歴
群馬県前橋市生まれ。1932年東京帝国大学文学部国史科卒。1933年東京大学史料編纂所嘱託、1937年編纂官補、1954年助教授、1958年教授。1969年定年退官、1977年まで青山学院大学教授、同大学図書館長を務めた。児童読物も著した。1982年、脳出血のため死去。
太平洋戦争中の戦時ポスター収集家として知られ、コレクションは没後に国立国会図書館に寄贈されている。また、『くにのあゆみ』の執筆者の1人であった。

## 著書
- 南蛮宗俗考 地人書館 1942
- 伽羅とサメ皮 日本と仏印むかしばなし 東宛書房 1943
- 南蛮帳 鎖国前史の諸問題 黄河書院 1943
- 三浦按針 創元社 1944
- ぼくらの日本史 東京堂 1947
- ぼくらの歴史研究 東京堂 1949
- 南蛮船 大化書房 1949（大化歴史文庫)
- きしゃのたびかごのたび 羽田書店 1950（こども絵文庫）
- 乗物の歴史 中央公論社 1950（ともだち文庫）
- 交通の発達 岩崎書店 1953（社会科全書）
- 日本史ものがたり 筑摩書房 1953（小学生全集）
- 徳川家康 金子書房 1954（少年少女新伝記文庫）、新版1977
- 新井白石 講談社 1955（世界伝記全集）
- キリシタン・バテレン 至文堂 1955（日本歴史新書）
- 日本史の人びと 3 戦国の武士 筑摩書房 1955
- わたしの家のアルバム 明治・大正・昭和ものがたり 筑摩書房 1957（小学生全集）
- 天草時貞 吉川弘文館 1960（人物叢書）、新装版1986
- 私の家のアルバム 筑摩書房 1962（新版小学生全集）
- 日本人のこころ 筑摩書房 1962（新中学生全集）、改訂版1983
- ニッポン四百年-外国人の見聞 日本放送出版協会 1964（NHKブックス）
- 幕末英人殺傷事件 筑摩書房 1964／「鎌倉英人殺害一件」有隣堂 1977（有隣新書）
- 明治の東京 外国人の見聞記 桃源社 1965（桃源選書）
- 南蛮史談 人物往来社 1967
- 歴史名言集 日本編 ポプラ社 1968（世界名言集）
- 日本のこころ 筑摩書房 1969、新版1978
- バテレンの道 淡交社 1970
- 私たちの日本史 1－6 偕成社 1972-1974、新版1986
- 外国人の見た茶の湯 淡交社 1973（淡交選書）
- 図説日本の歴史 10 キリシタンの世紀（責任編集）集英社 1975
- キリシタン風土記 図会 毎日新聞社 1975
- キリシタン大名 教育社歴史新書 1977／吉川弘文館 2015 （読みなおす日本史）
- 茶の間の日本史 新人物往来社 1979
- 日本史小百科 14 動物 近藤出版社 1979
- 日本人の生活文化史 1 犬と猫 毎日新聞社 1980
- 歴史家夜話（上下） 山川出版社 1980
- 豊臣秀吉 ぞうりとりから戦国の英雄に 講談社火の鳥伝記文庫 1981
- 岡田章雄著作集 全6巻 思文閣出版 1983-1984

1. キリシタン信仰と習俗
2. キリシタン風俗と南蛮文化
3. 日欧交渉と南蛮貿易
4. 外から見た日本
5. 三浦按針
6. 南蛮随想

## 編著
- 社会科歴史アルバム 近代日本のあゆみ 実業之日本社 1954
- 日本の歴史 全12巻 豊田武、和歌森太郎共編 読売新聞社 1959-1960
- 外国人の見た日本 第2 幕末・維新（編）筑摩書房 1961
- 人物・日本の歴史 第7 信長と秀吉(編）読売新聞社 1965
- 日本史の人物像 第6 武家の世界（編）筑摩書房 1968

## 翻訳
- 日欧文化比較 ルイス・フロイス 大航海時代叢書 第11 岩波書店 1965
  - ヨーロッパ文化と日本文化 岩波文庫 1991 ワイド版2012
- エルギン卿遣日使節録 ローレンス・オリファント 雄松堂書店 1968（新異国叢書）
- 日本内陸紀行 クロウ 武田万里子共訳 雄松堂出版 1984（新異国叢書）